# Acer distylum
Acer distylum är en kinesträdsväxtart som beskrevs av Sieb. & Zucc.. Acer distylum ingår i släktet lönnar, och familjen kinesträdsväxter. Inga underarter finns listade i Catalogue of Life.